# Andrea Abodi
Andrea Abodi, né le 7 mars 1960 à Rome, est un homme politique et un chef d'entreprise italien, ministre des politiques de la jeunesse et des sports du gouvernement Meloni depuis le 22 octobre 2022. 

## Biographie
Il obtient une licence en économie et commerce à l'université LUISS et s'est spécialisé dans la gestion industrielle du sport et le développement d'activités de marketing sportif.
Il est inscrit sur la liste des publicistes de l'Ordre des journalistes du Latium depuis 1986.